# GIRKチャネル
GIRKチャネル（英: G protein-coupled inwardly rectifying potassium channel）または日本語に訳してGタンパク質共役内向き整流カリウムチャネルは、脂質依存性の内向き整流カリウムチャネルのファミリーの1つであり、シグナル伝達脂質PIP2と、リガンドによって刺激されたGタンパク質共役受容体（GPCR）から始まるシグナル伝達カスケードによって活性化（開口）する。刺激されたGPCRは不活性型ヘテロ三量体Gタンパク質複合体（Gαβγ）から活性化されたβγサブユニット（Gβγ）を放出する。GβγはGIRKチャネルと相互作用してチャネルの開口をもたらし、カリウムイオンが透過可能な状態となって細胞膜の過分極が引き起こされる。このようにGIRKチャネルはGタンパク質と直接相互作用するため、G protein-gated ion channelの一種に分類される。Gタンパク質による活性化はチャネルのPIP2に対する親和性を高めることで作動している可能性が高く、高濃度のPIP2はGタンパク質の非存在下でもチャネルを活性化するが、PIP2の非存在下ではGタンパク質はチャネルを活性化しない。

## 種類
| タンパク質 | 遺伝子 | 別名   |
| ---------- | ------ | ------ |
| GIRK1      | KCNJ3  | Kir3.1 |
| GIRK2      | KCNJ6  | Kir3.2 |
| GIRK3      | KCNJ9  | Kir3.3 |
| GIRK4      | KCNJ5  | Kir3.4 |

GIRK1からGIRK3は中枢神経系に広く分布しており、これらの分布は重複している。一方、GIRK4は主に心臓に存在する。

## 例
ムスカリンM2受容体、アデノシンA1受容体、α2アドレナリン受容体、ドーパミンD2受容体、μ-、δ-、κ-オピオイド受容体、5-HT1A受容体、ソマトスタチン受容体、ガラニン受容体、代謝型グルタミン酸受容体、GABAB受容体、TAAR1、カンナビノイドCB1、CB2受容体、スフィンゴシン-1-リン酸受容体など、幅広いGタンパク質共役受容体がGIRKを活性化する。
心臓においてカルシウムチャネルの一部を構成するGIRKは、アセチルコリンなどの副交感神経系シグナルによってムスカリンM2受容体を介して活性化され、外向きのカリウム電流（IK,ACh）を引き起こすことで心拍を低下させる。これらはムスカリン性カリウムチャネル（muscarinic potassium channel）と呼ばれ、2つのGIRK1、2つのGIRK4サブユニットから構成されるヘテロ四量体である。